# او۳ (متروی وین)
او۳ (انگلیسی: U3) یکی از خطوط متروی وین است که در سال ۱۹۹۱ تأسیس شده و دارای ۲۱ ایستگاه و ۱۳.۴ کیلومتر طول است.

## نگارخانه

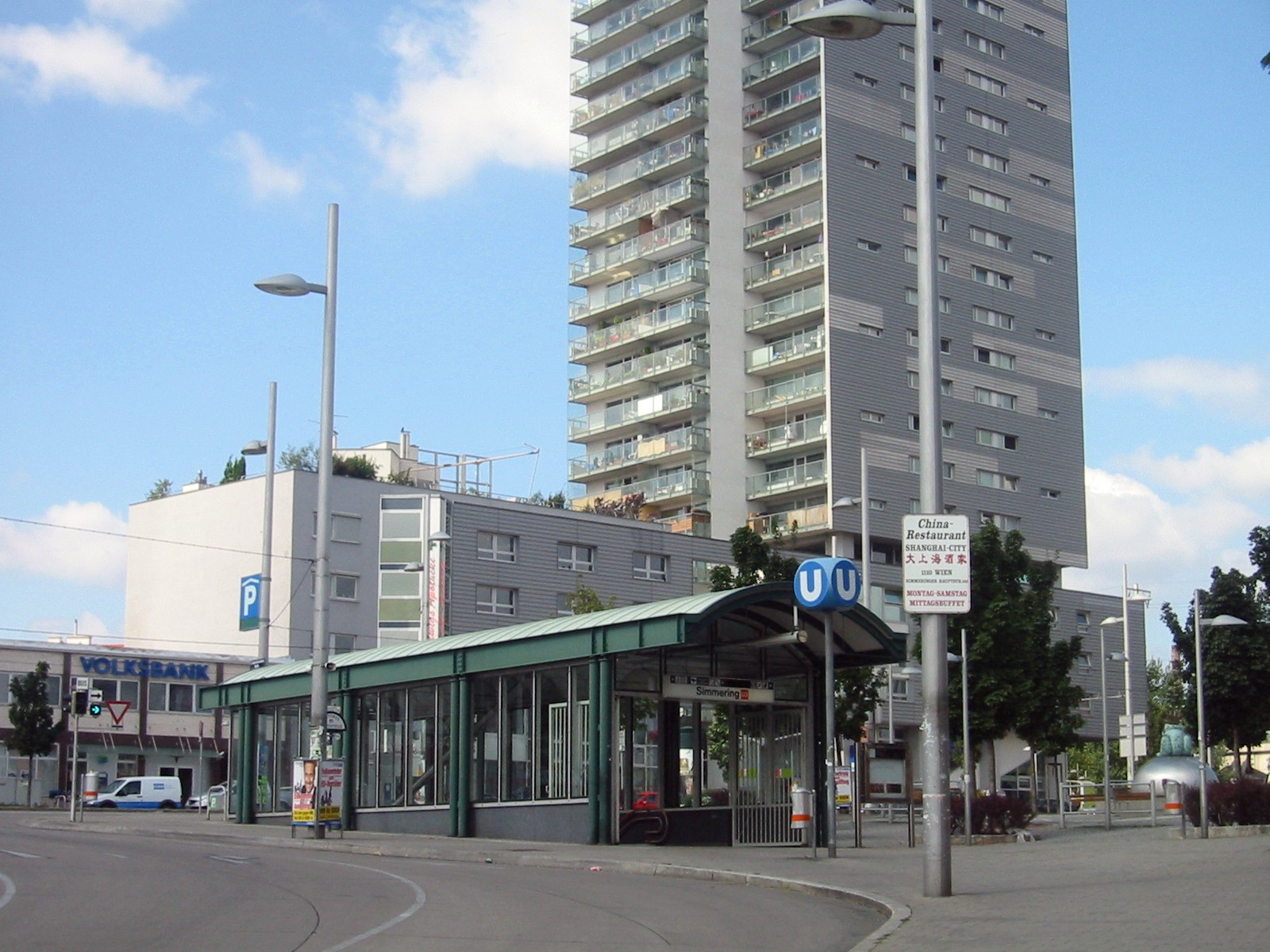
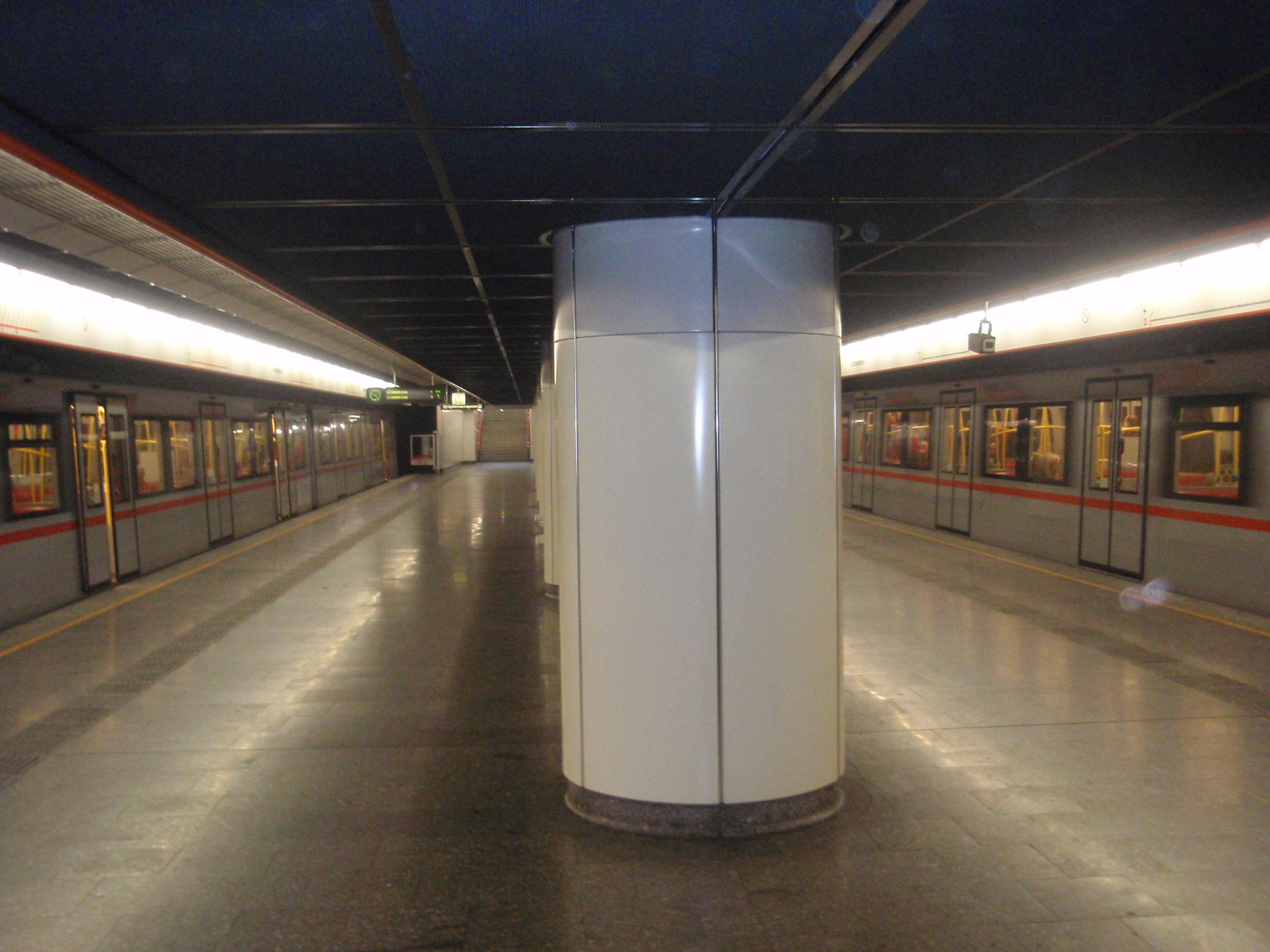
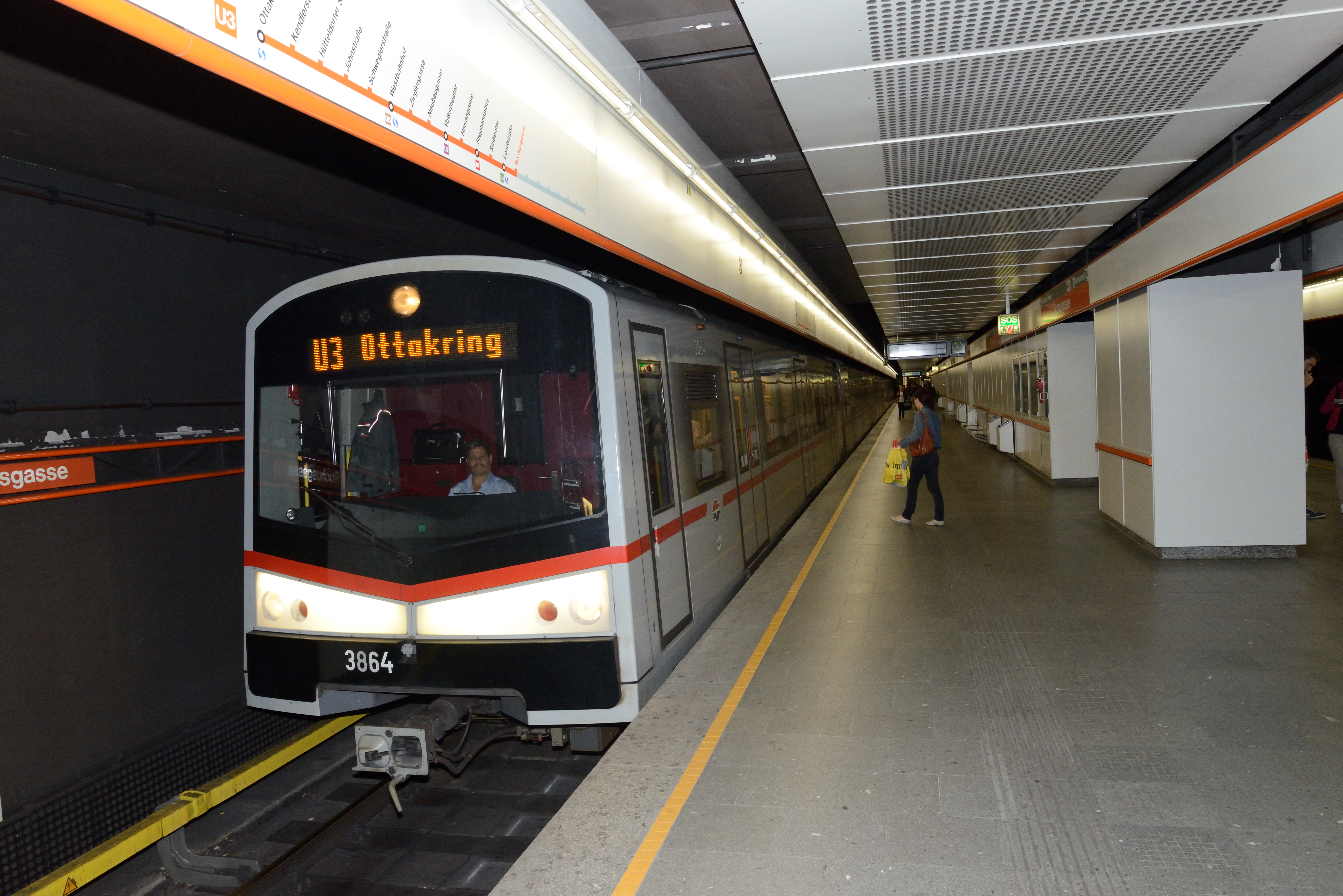
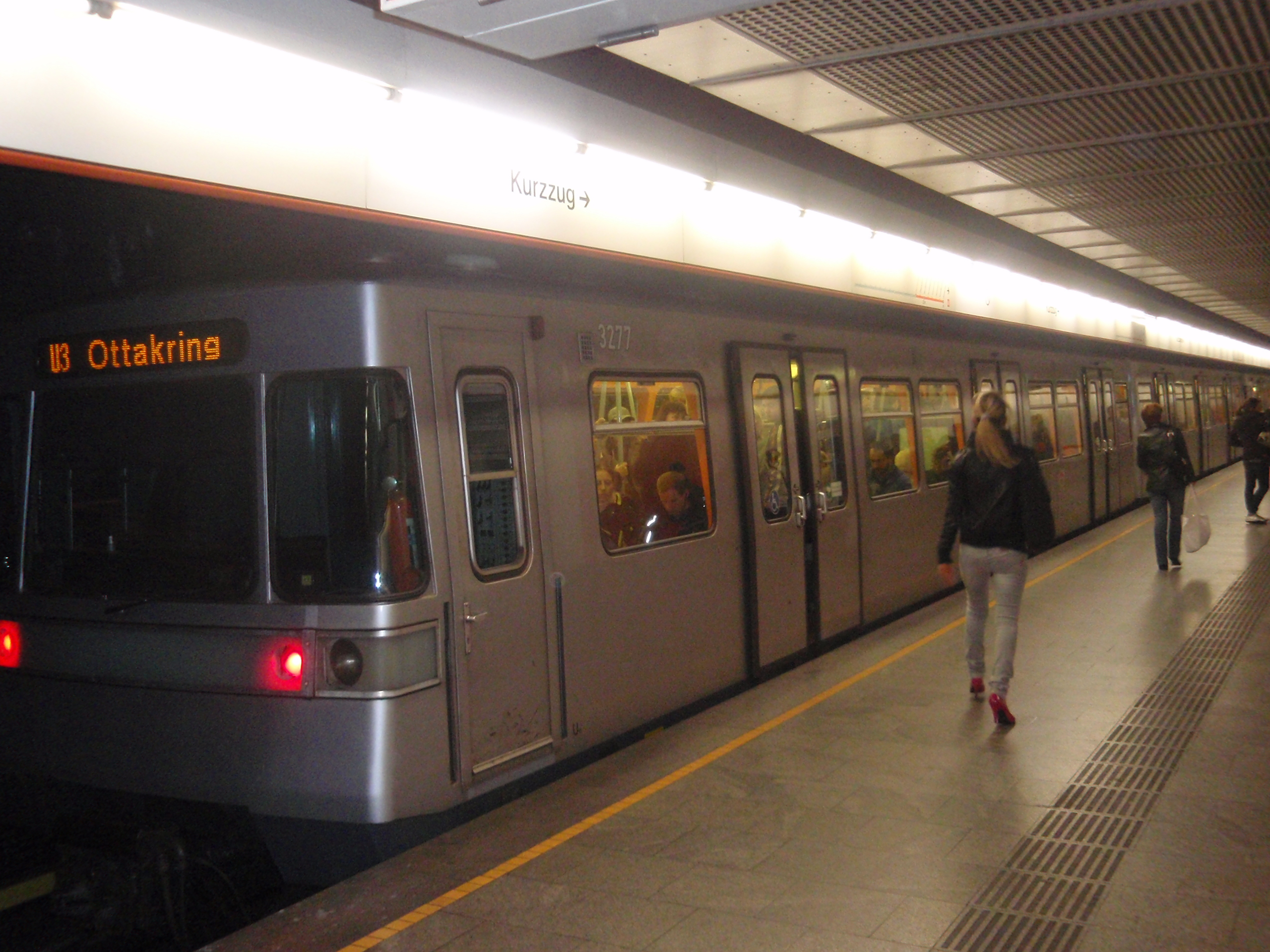